# نيكولاس غويات
نيكولاس غويات (من مواليد 1973) هو مؤرخ ومؤلف بريطاني ومحاضر التاريخ الحديث بجامعة كامبريدج بالمملكة المتحدة.

## المهنة
ترتبط اهتمامات غويات المحددة بالتاريخ العنصري والديني للولايات المتحدة. كما كتب كتابًا شهيرًا، " Have a Doomsday"، حول الاعتقاد الأصولي المسيحي في نشوة الطرب وكيف يغير السياسة الخارجية الأمريكية تجاه إسرائيل.